# Katja Haller
Katja Haller (ur. 12 stycznia 1981 w Ridnaun) – włoska biathlonistka. W zawodach Pucharu Świata zadebiutowała w 2001 r., zajmując 91. miejsce w sprincie. Jej najlepszą dotychczasową pozycją w PŚ jest 12. miejsce w biegu indywidualnym w Antholz. Włoszka dwukrotnie uczestniczyła na zimowych igrzyskach olimpijskich oraz pięć razy startowała na mistrzostwach świata

## Osiągnięcia

### Puchar Świata

#### Miejsca w klasyfikacji generalnej
| Sezon     | Miejsce |
| --------- | ------- |
| 2004/2005 | 70.     |
| 2006/2007 | 54.     |
| 2007/2008 | 74.     |
| 2008/2009 | 42.     |
| 2009/2010 | 44.     |
| 2010/2011 | 36.     |
| 2011/2012 | 53.     |